# Epsilon2 Lyrae
Título a ser usado para criar uma ligação interna é Epsilon2 Lyrae.
Epsilon2 Lyrae (5 Lyrae) é uma estrela binária na direção da constelação de Lyra. Possui uma ascensão reta de 18h 44m 22.78s e uma declinação de +39° 36′ 45.3″. Sua magnitude aparente é igual a 4.59. Considerando sua distância de 160 anos-luz em relação à Terra, sua magnitude absoluta é igual a 1.13. Pertence à classe espectral A8Vn.